# Suttonia kermadecensis
Suttonia kermadecensis là một loài thực vật có hoa trong họ Anh thảo. Loài này được (Cheeseman) Cheeseman miêu tả khoa học đầu tiên năm 1925.